# La Poterie-au-Perche
La Poterie-au-Perche foi uma comuna francesa na região administrativa da Normandia, no departamento Orne. Estendia-se por uma área de 7,79 km². Em 2010 a comuna tinha 159 habitantes (densidade: 20,4 hab./km²).
Em 1 de janeiro de 2016, passou a formar parte da nova comuna de Tourouvre au Perche.